# Toulon-sur-Allier
 Toulon-sur-Allier  là một xã ở tỉnh Allier thuộc miền trung nước Pháp.